# Woody Strode

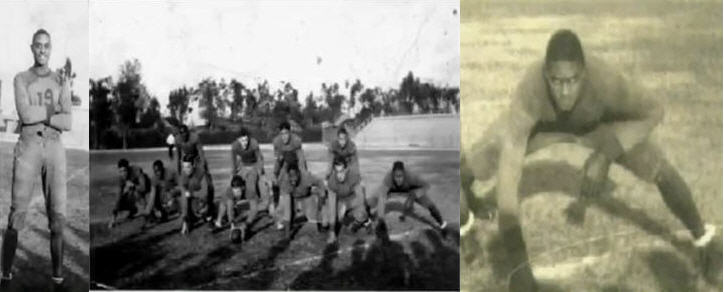
Woody Strode en 1936.

Woodrow Wilson Woolwine "Woody" Strode (Los Ángeles, California, 25 de julio de 1914 - Glendora, California, 31 de diciembre de 1994) fue un pentatleta, jugador de fútbol americano y actor de nacionalidad estadounidense, muy conocido por sus intervenciones en Espartaco (Stanley Kubrick, 1960) y Sergeant Rutledge (John Ford, 1960).

## Trayectoria deportiva
Strode, Kenny Washington y Jackie Robinson jugaron en el equipo de fútbol americano de los UCLA Bruins de 1939. Junto con Ray Bartlett, en total había cuatro jugadores afroamericanos en el equipo de los Bruins, en una época en la que sólo había unas docenas más en otras universidades de Estados Unidos.
Strode y su compañero de UCLA, Kenny Washington, fueron dos de los primeros afroamericanos en jugar en la National Football League, para el equipo Los Angeles Rams en 1946 en la posición de tight end (ningún deportista negro jugó en la NFL de 1933 a 1946). Jackie Robinson rompería la barrera del color impuesta en la Major League Baseball. En 1948 y 1949, jugó con los Calgary Stampeders de la División Oeste de la Canadian Football League. También pasó algunos años en la lucha libre profesional.

## Trayectoria artística
Aunque hizo su primera aparición en el cine en 1941, en la película Sundown, no fue hasta diez años después cuando Strode comenzó su carrera cinematográfica. Durante la década de los cuarenta fue una estrella del fútbol americano en Canadá y un luchador profesional. La primera película importante en la que aparece fue Los Diez Mandamientos, de Cecil B. DeMille; curiosamente en esta película realizaba dos papeles: primero aparecía como el rey de Etiopía vencido por Moisés y más tarde se le reconocía como uno de los portadores de la litera de la madrastra real del libertador de los hebreos. Durante toda la década de los cincuenta distintos directores aprovecharon su impresionante físico, como figurante o con pequeños papeles donde con su más de un metro noventa y su musculoso cuerpo siempre destacaba. Tras muchos papeles intrascendentes, sería John Ford quien le dio su primer papel importante en El sargento negro (1960), donde interpretaba al heroico sargento Rutledge, falsamente acusado de violación y asesinato. En ese mismo año realizaría otro de sus papeles más recordado, en Espartaco, de Stanley Kubrick, donde interpretaba a Draba, el negro que perdona la vida a Espartaco y que con su muerte desencadena la revolución de los gladiadores esclavos. Con John Ford volvería a trabajar en El hombre que mató a Liberty Vallance, donde era el fiel compañero de John Wayne, y en 1966, con Richard Brooks en la dirección, era uno de los protagonistas de Los profesionales, junto con Burt Lancaster, Lee Marvin y Robert Ryan. En los años sesenta continúa apareciendo en westerns, y así tiene una colaboración en Hasta que llegó su hora, de Sergio Leone, además de otros spaguetti western de menor calidad y en la coproducción Shalako, fallida película de Edward Dmytryk donde compartía protagonismo con Sean Connery, Brigitte Bardot y Stephen Boyd. En la misma década intervino en algunos de los títulos de aventuras dedicados al personaje de Tarzán, como Tarzán en peligro, junto a Jock Mahoney, o Tarzán en Nairobi, este un remontaje de la serie televisiva protagonizada por Ron Ely.
En los años setenta, el director Daniel Mann, intenta recrear el éxito de películas como Los profesionales y Grupo salvaje, para lo que reúne a miembros de estos grupos, entre los que está Strode, para una floja película titulada Los Vengadores, que tenía a William Holden como principal protagonista. En 1976 compartió protagonismo con Franco Nero y William Berger en Keoma, de Enzo G. Castellari, uno de los últimos Spaghetti Western filmados en Europa.
Su última aparición en el cine se produjo en Rápida y mortal, un homenaje al Western dirigido por Sam Raimi. Woody Strode falleció a los 80 años debido a un cáncer de pulmón.

## Filmografía parcial
- Los Diez Mandamientos (The Ten Commandments), de Cecil B. DeMille (1956)
- Tarzán lucha por su vida (Tarzan's Fight for Life), de Bruce Humberstone (1958)
- Sergeant Rutledge, de John Ford (1960)
- Espartaco (Spartacus), de Stanley Kubrick (1960)
- El hombre que mató a Liberty Valance (The Man Who Shot Liberty Valance), de John Ford (1962)
- Tarzán en peligro (Tarzan's Three Challenges), de Robert Day (1963)
- Los profesionales (The Professionals), de Richard Brooks (1966)
- Tarzán en Nairobi (Tarzan and the Perils of Charity Jones), de Alex Nichols (1968)
- Hasta que llegó su hora (Once Upon a Time in the West), de Sergio Leone (1968)
- Shalako (Shalako), de Edward Dmytryk (1968)
- La colina de las botas (La collina degli stavalli), de Giusseppe Collizzi (1969)
- Los vengadores (The Revengers), de Daniel Mann (1972)
- Keoma (Keoma), de Enzo G. Castellari (1976)
- Oil, de Mircea Dragan (1977)
- Vientos del norte, de Charles B. Pierce (1984)
- Guerreros de la jungla de Ernst R. Von Theumer (1984)
- Storyville de Mark Frost (1992)
- Rápida y mortal (The Quick and the Dead), de Sam Raimi (1995)